# كهف غلاديسفيل
كهف غلاديسفيل عبارة عن كهف مليء بالحفريات من بريشيا يقع على بعد حوالي 13 كيلومترًا (8.1 ميل) شمال شرق مواقع جنوب إفريقيا المعروفة التي تحمل أسلاف الإنسان في ستيركفونتين وسوارتكرانس وحوالي 45 كيلومترًا (28 ميلًا) شمال-شمال غرب جوهانسبرج، جنوب إفريقيا. تقع داخل موقع التراث العالمي مهد الجنس البشري وهي نفسها أحد مواقع التراث الوطني لجنوب إفريقيا.